# Millencourt-en-Ponthieu
Millencourt-en-Ponthieu é uma comuna francesa na região administrativa de Altos da França, no departamento de Somme. Estende-se por uma área de 8,62 km². Em 2010 a comuna tinha 359 habitantes (densidade: 41,6 hab./km²).